# کش-یلگا
کش-یلگا (انگلیسی: Kosh-Yelga) یک شهرک در شهرستان بیژبولیاکسکی باشقیرستان کشور روسیه است.